# کاسترییو د انیلو
کاسترییو د انیلو (به اسپانیایی: Castrillo de Onielo) یک شهرستان در اسپانیا است که در استان پالنسیا واقع شده‌است.

## خصوصیات
کاسترییو د انیلو ۴۰ کیلومترمربع مساحت و ۱۵۴ نفر جمعیت دارد.